# Eduard Christian von Lütcken
Eduard Christian von Lütcken (* 2. Dezember 1800 in Jork; † 25. April 1865 in Osnabrück) war ein deutscher Jurist, Landdrost, hannoverscher Politiker und von November 1853 bis Juli 1855 Ministerpräsident, Haus-, Finanz- und Handelsminister.

## Leben
Eduard Christian von Lütcken war Abgeordneter der Ersten Kammer der Ständeversammlung des Königreichs Hannover und Landdrost von Osnabrück. Im November 1853, nach dem Scheitern der Verfassungsrevision in Hannover, war das Ministerium Schele zurückgetreten und Neuwahlen für die Zweite Kammer angesetzt. Entgegen Bismarcks Hoffnungen wurde Georg Heinrich Bacmeister nicht mit der Bildung eines neuen Kabinetts beauftragt, weil die hannoversche Ritterschaft nicht bereit war mit Bacmeister zu verhandeln. Diese schlug von Lütcken als ihren Kandidaten vor. Mit Lütcken wollte sie ihr Ziel, die Wiederherstellung der Verfassung in ihrer Gestalt vor 1848 durch Hilfe des Bundes erreichen. 1855 hob Georg V. (Hannover) die liberale Verfassung wieder auf.
Lütcken war Mitglied des Corps Bremensia Göttingen.
Sein Sohn war der Jurist und Parlamentarier Eduard Hermann von Lütcken. Seine Schwester Artemise (1813–1872) war seit 1834 mit Wilhelm von Borries verheiratet.

## Schriften
- An alle freien Männer Deutschlands, welche reinen Herzens sind, Schnellpressendruck der Kißlingśchen Buchdruckerei, Osnabrück 1848